# Лойна
Лойна (нем. Leuna) — город в Германии, в земле Саксония-Анхальт.
Входит в состав района Зале. Подчиняется управлению Лойна-Кёцшау. Население составляет 14 471 человек (на 31 декабря 2010 года). Занимает площадь 12,71 км². Официальный код — 15 2 61 033.
Город подразделяется на 5 городских районов.
В городе расположен химический завод «Leunawerke» — крупнейшее химическое предприятие в Германии. Производит различную продукцию — аммиак, удобрения, синтетическое топливо путём гидрогенизации бурого угля и др.

## Памятные места
- Могилы на городском кладбище 141 военнопленного, а также женщин и мужчин из стран, оккупированных Германией, которые были угнаны во время Второй мировой войны и стали жертвами принудительного труда и авианалетов.
- Мемориал павшим в марте в память о рабочих комбината Лойна в Крелльвице, погибших в мартовских боях 1921 года.
- Военный мемориал Лойна.